# Picunches
Picunches is een departement in de Argentijnse provincie Neuquén. Het departement (Spaans:  departamento) heeft een oppervlakte van 5.913 km² en telt 6.427 inwoners.

## Plaatsen in departement Picunches
- Agrio del Medio
- Bajada del Agrio
- La Buitrera
- Las Lajas
- Mallin Quemado
- Peña Haichol
- Quili Malal
- Villa del Agrio